# Bellegarde (Adelsgeschlecht)

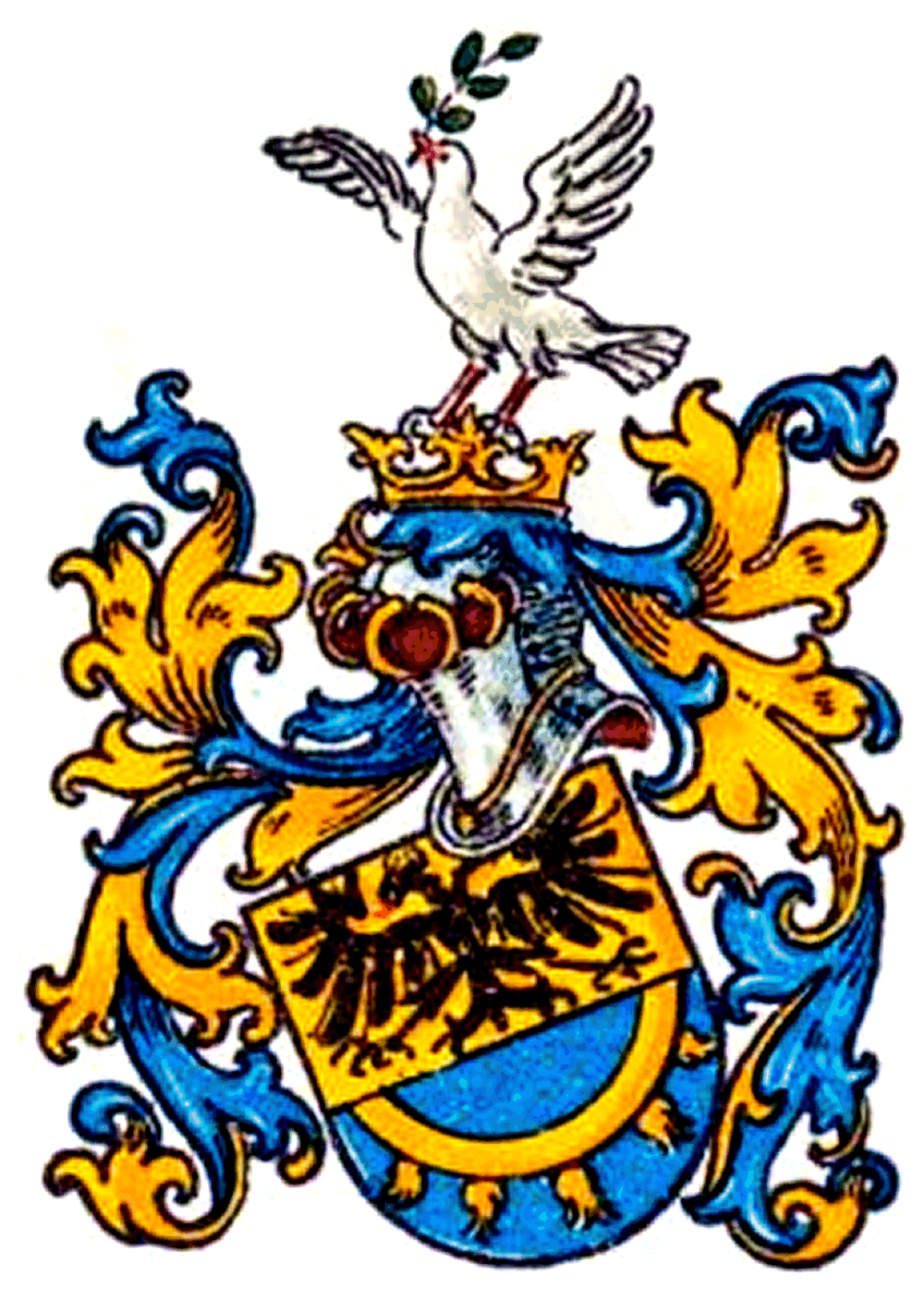
Wappen der Grafen von Bellegarde

Die Familie der heutigen Grafen von Bellegarde entstammt dem savoyardischen Uradel.
Zum gleichnamigen russischen Adelsgeschlecht französischer Abstammung Bellegard(e) (russisch Беллегард(е)) besteht keine nachgewiesene Stammverwandtschaft.

## Geschichte
Erstmals erscheint die Familie 1263 urkundlich; mit dem Edlen (Noble) Pierre Noyel de Bellegarde beginnt 1388 die ununterbrochene Stammreihe.
Die Familie verbreitete sich im Laufe der Zeit über Europa: Am 13. September 1540 erhielt François de Bellegarde, Hauptmann und Gouverneur von Nizza, Herr (Seigneur) de Mons und Marquis d'Antremont (Besitzungen in den spanischen Niederlanden, heutiges Belgien) eine Wappenverbesserung.
Am 14. Juni 1682 wurde Janus de Bellegarde, Staatsminister und Großkanzler von Savoyen, von Herzog Viktor Amadeus von Savoyen zum Marchese des Marches erhoben.

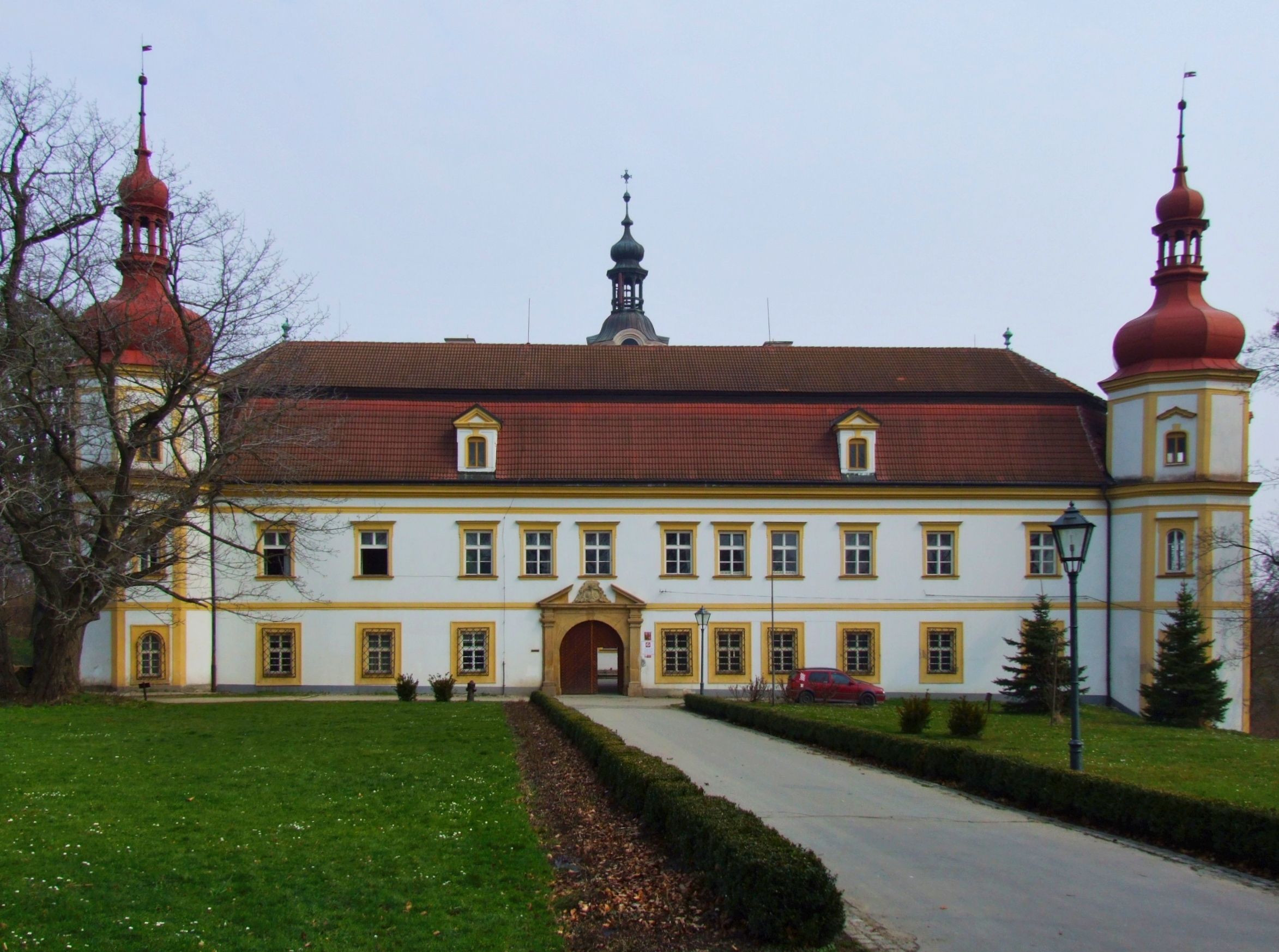
Schloss Velké Heraltice

Johann Franz de Bellegarde, kurfürstlich sächsischer General und Kriegsminister, erhielt am 13. September 1741 als Graf von Bellegarde das Inkolat in Böhmen. Heinrich Graf von Bellegarde (1757–1845), österreichischer Feldmarschall und Vizekönig von Lombardei-Venezien, wurde am 17. Oktober 1825 in den niederösterreichischen Herrenstand aufgenommen und erhielt am 22. Juli 1831 das ungarische Indignat. In Wien hatte die Familie einen eigenen Sitz, das Palais Bellegarde.
Von 1899 bis zur Enteignung 1945 befanden sich das Schloss und die zugehörigen Güter in Velké Heraltice (Groß Herlitz in Mährisch-Schlesien) im Besitz der Grafen Bellegarde.

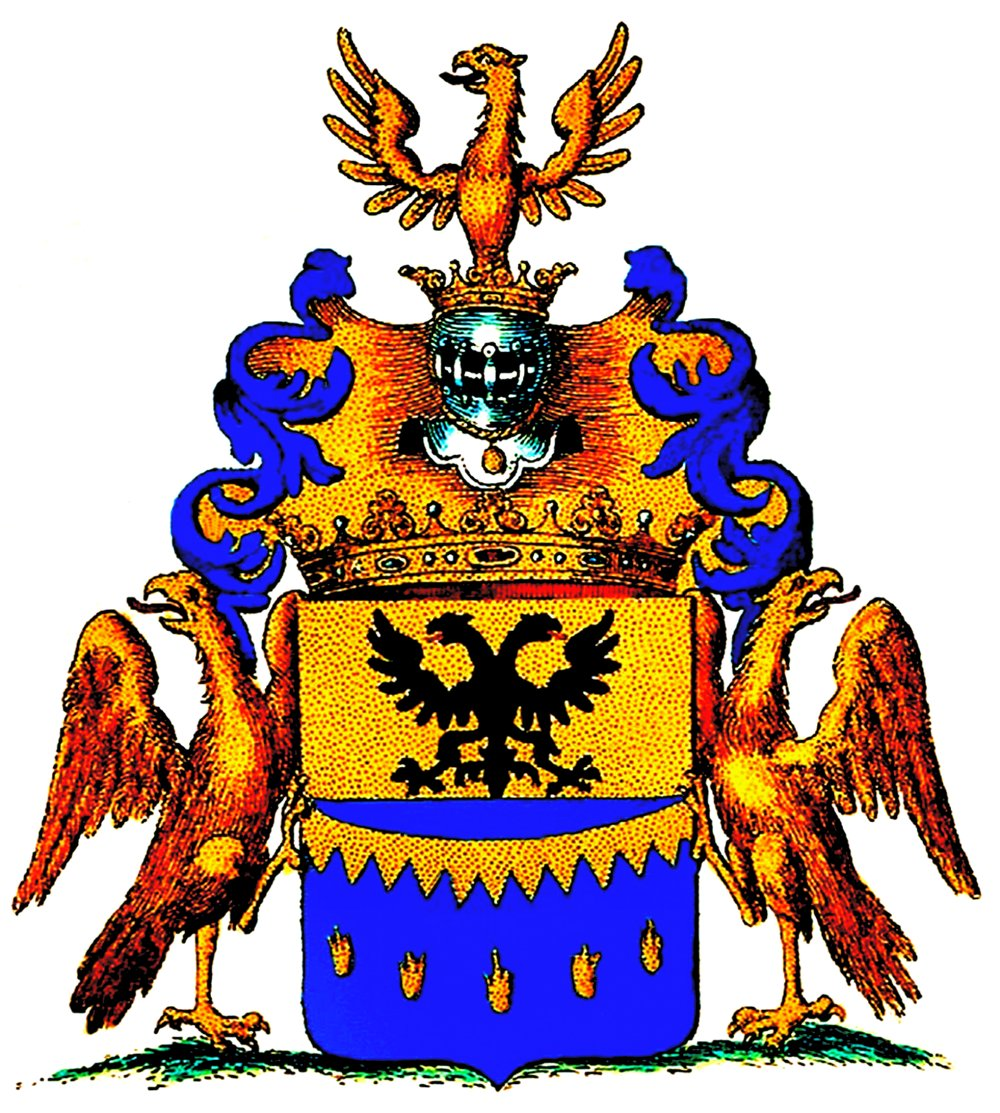
Wappen der Grafen von Bellegarde 1741

## Wappen (1682)
In Blau unter goldenem Schildhaupt mit einem schwarzen Doppeladler ein aus der Teilungslinie hervorgehender goldener Flammenbogen mit 5 unter demselben bogenförmig gereihten Flammen. Auf dem Helm mit blau-goldenen Decken eine auffliegende silberne Taube, einen Zweig mit Blättern im Schnabel haltend (oder ein goldener Adler wachsend).

## Bekannte Namensträger
- Alexander von Bellegarde († 18. November 1731), k.k. Generalfeldwachtmeister
- Claudius Maria von Bellegarde (1700–1755), sächsischer Generalleutnant und Diplomat
- Johann Franz von Bellegarde (1707–1769), sächsischer Kriegsminister
- Sophie Lalive de Bellegarde (1730–1813), französische Aristokratin und Angebetete Rousseaus
- Moritz von Bellegarde (1743–1792), sächsischer Generalleutnant
- Friedrich Joseph Anton Gabriel Noyel von Bellegarde (1752–1830), Feldmarschalleutnant
- Heinrich Graf von Bellegarde (1756–1845), Österreichischer Feldmarschall und Vizekönig von Lombardei-Venetien
- August Karl Emanuel von Bellegarde (1795–1883), Feldmarschall-Lieutenant
- Pauline von Bellegarde (1830–1912), Oberhofmeisterin der Kaiserin Elisabeth von Österreich-Ungarn
- Lucia von Bellegarde (1872–1914), Rennfahrerin und Philanthropin, siehe Lucy Christalnigg
- Franz Graf von Bellegarde (1912–1941), deutscher Offizier und Träger des Ritterkreuzes